# Boreoheptagyia
Boreoheptagyia is een muggengeslacht uit de familie van de Dansmuggen (Chironomidae).

## Soorten
- B. alpicola Serra-Tosio, 1989
- B. brevitarsis (Tokunaga, 1936)
- B. cinctipes (Edwards, 1928)
- B. dasyops Serra-Tosio, 1989
- B. legeri (Goetghebuer, 1933)
- B. lurida (Garrett, 1925)
- B. monticola (Serra-Tosio, 1964)
- B. rugosa (Saunders, 1930)